# Safe as Milk
Safe as Milk là album phòng thu đầu tay của Captain Beefheart and his Magic Band, phát hành năm 1967. Một tác phẩm được ảnh hưởng nặng bởi blues, với sự góp mặt của Ry Cooder khi mới 20 tuổi, người đã chơi guitar trong album này.
Hiện nay, Safe as Milk là một trong những nhạc phẩm được ca ngợi nhiều nhất của Beefheart. Vài đặc điểm của album này — như sử dụng time signature (nhịp) khác thường ("Abba Zaba," "Dropout Boogie") và phần lời siêu thực ("Electricity") — sẽ trở nên rất nổi bật trong âm nhạc thời kỳ sau của Beefheart.

## Bối cảnh
Trước thu âm Safe as Milk, ban nhạc đã phát hành hai đĩa đơn qua A&M Records, và ban nhạc cũng có ý định nhờ hãng đĩa này phát hành album đầu tay năm 1966. Họ giới thiệu hãng đĩa với một số demo, hãng đĩa cảm thấy những demo này quá bất thường và quyết định đuổi ban nhạc. Beefheart sau đó nói rằng A&M quyết định đuổi họ sau khi nghe "Electricity" và cho rằng nó "quá tiêu cực". Jerry Moss của A&M nghĩ rằng chủ đề [của demo] quá thiếu đứng đắn cho tai nghe của con gái ông ta. Ban nhạc phải hợp tác với Bob Krasnow, người khi đó làm việc cho Kama Sutra Records; ông chiêu mộ họ cho hãng đĩa con mới của công ty, Buddah.
Cùng lúc, Beefheart có ý định thay đổi nhân sự the Magic Band. Đội hình thu âm hai đĩa đơn cho A&M gồm Doug Moon và Richard Hepner (guitar), Jerry Handley (bass), và Alex St. Clair (trống). Hepner đã rời đi trước, và Beefheart thay Moon bằng Ry Cooder, người khi đó chơi nhạc với Gary Marker và Taj Mahal trong Rising Sons. Kết quả, đội hình mới của Magic Band gồm Handley chơi bass, St. Clair chơi guitar, và John French chơi trống, Cooder thực hiện những phần guitar thêm.

## Âm nhạc và lời
Delta blues là nguồn ảnh hưởng lớn cho album, điều này hiện diện rõ ngay ở thanh nhịp mở đầu của track đầu tiên, "Sure 'Nuff 'n Yes I Do", dựa trên "Rollin' and Tumblin'" trong bản của Muddy Waters. Câu hát đầu tiên, "Well I was born in the desert ...", lấy từ "New Minglewood Blues" của Cannon's Jug Stompers, một phiên bản ban đầu của "Rollin' and Tumblin". Album còn có một phiên bản "Grown So Ugly" của Robert Pete Williams được sắp xếp bởi Cooder.
Một bài hát khác là "Abba Zaba", một trong ba track được soạn bởi chỉ Beefheart bằng tên thật. AllMusic viết, "Dù không có ảnh hưởng blues trực tiếp 'Abba Zaba' có những yếu tố ngoại vi [..] cho ta biết nhiều điều về album", ghi nhận rằng ảnh hưởng của Cooder được nghe rõ trong "dòng guitar phức tạp, ngân vang" và "phần bass thằng thừng và chua cay". Track được theo tên kẹo Abba-Zaba, món ăn vặt yêu thích của Beefheart khi còn bé. Ban nhạc từng có định đặt tên album theo loại kẹo này, nhưng công ty sản xuất, the Cardinet Candy Co., không cho phép điều đó, và album được đặt lại tên.

## Tiếp nhận
| Đánh giá chuyên môn | Đánh giá chuyên môn |
| Nguồn đánh giá      | Nguồn đánh giá      |
| Nguồn               | Đánh giá            |
| ------------------- | ------------------- |
| AllMusic            | [ 8 ]               |

Safe as Milk không đạt thành công thương mại khi mới phát hành, mất hút trên cả bảng xếp hạng tại Mỹ, nơi không có album nào của Beefheart vào được top 100, và Anh, nơi bạn cho được chút thành công với những album sau đó như Trout Mask Replica (1969).
"Electricity" được hát lại (cover) bởi Sonic Youth. Nó được phát hành như track cuối trong ấn bản giới hạn của Daydream Nation. "Dropout Boogie" trở thành nguồn cảm hứng cho Edgar Broughton Band, trong đĩa đơn Apache Drop Out (1970), họ kết hợp "Dropout Boogie" với phần nhạc cụ của "Apache" của Shadows. the Kills cũng cover nhạc của The Magic Ban trong Black Rooster EP (2002), và The Fall trong các buổi diễn năm 2015.

## Danh sách track
Tất cả các track được sáng tác bởi Herb Bermann và Don Van Vliet trừ khi có ghi chú. Tất cả track đi kèm được sáng tác bởi Don Van Vliet.
| Side one | Side one                 | Side one   |
| STT      | Nhan đề                  | Thời lượng |
| -------- | ------------------------ | ---------- |
| 1.       | "Sure 'Nuff 'n Yes I Do" | 2:15       |
| 2.       | "Zig Zag Wanderer"       | 2:40       |
| 3.       | "Call on Me" (Van Vliet) | 2:37       |
| 4.       | "Dropout Boogie"         | 2:32       |
| 5.       | "I'm Glad" (Van Vliet)   | 3:31       |
| 6.       | "Electricity"            | 3:07       |

| Side two | Side two                                              | Side two   |
| STT      | Nhan đề                                               | Thời lượng |
| -------- | ----------------------------------------------------- | ---------- |
| 7.       | "Yellow Brick Road"                                   | 2:28       |
| 8.       | "Abba Zaba" (Van Vliet)                               | 2:44       |
| 9.       | "Plastic Factory" (Van Vliet, Bermann, Jerry Handley) | 3:08       |
| 10.      | "Where There's Woman"                                 | 2:09       |
| 11.      | "Grown So Ugly" (Robert Pete Williams)                | 2:27       |
| 12.      | "Autumn's Child"                                      | 4:02       |

| CD bonus tracks | CD bonus tracks         | CD bonus tracks |
| STT             | Nhan đề                 | Thời lượng      |
| --------------- | ----------------------- | --------------- |
| 13.             | "Safe as Milk (Take 5)" | 4:13            |
| 14.             | "On Tomorrow"           | 6:56            |
| 15.             | "Big Black Baby Shoes"  | 4:50            |
| 16.             | "Flower Pot"            | 3:55            |
| 17.             | "Dirty Blue Gene"       | 2:43            |
| 18.             | "Trust Us (Take 9)"     | 7:22            |
| 19.             | "Korn Ring Finger"      | 7:26            |

## Thành phần tham gia
Nhạc công
Captain Beefheart and his Magic Band
- Don Van Vliet – hát, bass marimba, harmonica, sắp xếp, chỉ đạo theremin "Electricity"
- Alex St. Clair Snouffer – guitar, bass (9, 10), hát nền, percussion
- Jerry Handley – bass (trừ 8, 10), hát nền
- John French – trống, percussion, hát nền
- Ry Cooder – guitar, slide guitar, bass (8), percussion, sắp xếp trong "Sure 'Nuff 'N Yes I Do" và "Grown So Ugly"

Nhạc công khác
- Samuel Hoffman – theremin trong "Electricity" và "Autumn's Child"
- Milt Holland – log drum, tambourine, percussion
- Taj Mahal – tambourine, percussion
- Russ Titelman – guitar

Sản xuất
- Richard Perry – sản xuất (tại RCA Studio), harpsichord
- Bob Krasnow – sản xuất
- Hank Cicalo – kỹ thuật (tại RCA Studio)
- Gary Marker – kỹ thuât (demo tại Original Sound & Sunset Sound)